# Жан-Пиер Да Силва
Жан-Пиер Да Силва (на френски: Jean-Pierre Da Sylva) е френски футболист, който играе на поста ляво крило. Състезател на Ботев (Враца).

## Кариера
На 14 февруари 2022 г. Да Силва става част от отбора на Септември (Симитли). Дебютира на 19 февруари при загубата с 2:1 като гост на Етър.

### Ботев Враца
На 24 юни 2022 г. Жан-Пиер подписва с врачанския Ботев. Прави дебюта си на 11 юли при загубата с 2:1 като гост на Берое, като в мача отбелязва и дебютния си гол за "врачани".